# Lukas Spalvis
Lukas Spalvis (Vilnius, 27 luglio 1994) è un ex calciatore lituano, di ruolo attaccante.

## Carriera

### Club
Ha cominciato la sua carriera nell'Aalborg, con cui nella stagione 2013/2014 ha realizzato il double.

### Nazionale
Ha esordito in nazionale il 5 marzo 2014 nell'amichevole contro il Kazakistan finita 1-1, giocando la prima ora, prima di essere sostituito da Simonas Stankevičius.

## Palmarès

### Club
- Campionato danese: 1

Aalborg: 2013-2014
- Coppa di Danimarca: 1

Aalborg: 2013-2014

### Individuale
- Calciatore lituano dell'anno: 1

2015
- Capocannoniere del campionato danese: 1

2015-2016 (18 reti)